# Frantz Merceron
Frantz Merceron, né le 29 mars 1947 aux Cayes et mort le 8 novembre 2005 dans le 8e arrondissement de Paris, est un homme politique haïtien, ancien ministre de l'Économie. 

## Biographie
Professeur de la Faculté des Sciences de Port-au-Prince, il crée du Service de Construction et de Supervision (SCS), au sein de la Direction des Travaux Publics d'Haïti.
Il est ministre chargé de l’Économie, des Finances et de l'Industrie de la République d’Haïti de juillet 1982 à décembre 1985, sous Jean-Claude Duvalier.
Il est impliqué dans le scandale SwissLeaks,.
Il meurt le 8 novembre 2005 à l'âge de 58 ans à Paris d'une crise cardiaque.

### Vie privée
En 1978, Frantz Merceron épouse la canadienne Muriel Beauchamp (1941-2020) avec qui il a cinq filles. 